# Rustia formosa
Rustia formosa là một loài thực vật có hoa trong họ Thiến thảo. Loài này được (Cham. & Schltdl.) Klotzsch miêu tả khoa học đầu tiên năm 1846.